# Figuration narrative
La figuration narrative est un mouvement artistique apparu, principalement dans la peinture, au début des années 1960 en France, dans le cadre du retour à la nouvelle figuration et en opposition à l'abstraction et aux mouvements contemporains du nouveau réalisme et du pop art, auquel elle est néanmoins associée.
Il faut éviter de la confondre avec la narration figurative qui est un genre de narration associant des images à du texte. Malgré son ancienneté, la figuration narrative continue d'inspirer des artistes contemporains.

## Fondements
Le mouvement de la figuration narrative n'a pas été structuré, en particulier, par un manifeste mais a cependant été théorisé par le critique d'art Gérald Gassiot-Talabot dans un ouvrage paru en 1965. Il s'agit d'un courant d'expression qui restreint initialement le champ de la nouvelle figuration en considérant comme narrative toute œuvre qui se réfère à une représentation figurée dans la durée, soit par la circulation d'objets dans la toile, soit par séquences, y compris sous forme de polyptyques, et qui veut généralement redonner à la peinture une fonction politique et critique de la société de consommation. Parmi ses sources d'inspiration (cadrages, montages, etc.) on compte la bande dessinée, le cinéma, la photographie, la publicité… en fait, l'ensemble des images du quotidien. Les thèmes des œuvres sont rattachés le plus souvent aux scènes de la vie de tous les jours, ainsi qu'aux revendications sociales ou politiques.
« La peinture est en quelque sorte littéraire ; et c’est dans ce sens que je travaille sur des thèmes. Il y a un début, une fin, des personnages, et l’ambiguïté propre aux romans. C’est donc un récit, comme si j’avais écrit une quinzaine de romans… », explique Eduardo Arroyo.
La plupart des artistes de ce mouvement furent marqués par les thèses gauchistes de Mai 68, en particulier celles d'Herbert Marcuse, en estimant que le potentiel subversif de leurs œuvres devait tenir dans leur dimension esthétique bien davantage que dans un discours explicite. Selon Marcuse, « plus une œuvre est immédiatement politique, plus elle perd son pouvoir de décentrement et la radicalité, la transcendance de ses objectifs de changement,. » Certains d'entre eux revendiquèrent cette tendance, tels que l'anti-franquiste Eduardo Arroyo réfugié en France, Gérard Fromanger, Erró, Gérard Guyomard, Ivan Messac, Sergio Birga, Henri Cueco, Michèle Katz. Ces artistes ont participé à la production des affiches murales et slogans de Mai 68.
Les artistes de la figuration narrative se sont ainsi opposés au pop art américain qu'ils jugeaient trop hégémonique, trop formel, indifférent aux luttes politiques de l'époque et pas assez critique de la société de consommation, tout en utilisant certaines expressions formelles similaires.

## Historique
En 1962, la structure narrative apparaît dans l’œuvre de certains artistes comme Peter Klasen, présent à Paris depuis 1959 (Douche, 1962), ou Hervé Télémaque (Le Voyage, 1962) arrivé de New York quelques mois auparavant. Ce dernier rencontre la même année Bernard Rancillac qui participe au Salon de la jeune peinture avec ses camarades Eduardo Arroyo, présent à Paris depuis 1958, Gilles Aillaud et Antonio Recalcati, réunis sous l'influence d'Henri Cueco, lauréat du prix Malborough en 1956, dans leur engagement de contestation du pouvoir capitaliste, ainsi que Peter Saul également venu de New York.
Déjà en novembre 1960, la première exposition des nouveaux réalistes s'était tenue à Paris au festival d'avant-garde et, en novembre 1962, à la Sydney Janis Gallery de New York en incluant la première exposition collective des artistes du pop art américain, théorisé la même année. De mai à juin 1963, les autorités américaines présentent ensuite pour la première fois en Europe, à l'American Center de Paris, l'exposition « De A à Z » regroupant 31 artistes de la jeune scène américaine du pop art ; tandis que la première série d'œuvres de Roy Lichtenstein, de 1961, basée sur la bande dessinée, est en même temps exposée à la galerie Ileana Sonnabend. Lors de la troisième Biennale de Paris, tenue fin septembre 1963 au musée d'art moderne de la ville de Paris (MAMVP), Eduardo Arroyo, tenant de la nouvelle figuration, se fait alors connaître en exposant son polyptyque Les Quatre Dictateurs (musée national centre d'art Reina Sofía, Madrid), une série de portraits de dictateurs incluant Franco, qui provoqua la protestation du gouvernement espagnol.
Si l'expression « figuration narrative » apparaît antérieurement, en étant inspirée à Gassiot-Talabot par l'usage de la séquence évolutive chez le peintre et cinéaste d'animation Peter Foldès (Lampe électrique et papillon de nuit, 1948), la figuration narrative obtient son véritable acte de naissance avec l'exposition « Mythologies quotidiennes » organisée de juillet à octobre 1964, à la demande de Rancillac et de Télémaque, par Marie-Claude Dane au MAMVP, et à laquelle participèrent également Klasen, Arroyo, Recalcati, Jacques Monory, Leonardo Cremonini, Jan Voss et Öyvind Fahlström. Cependant, au mois de juin précédent, la nouvelle école américaine venait d'être consacrée à la Biennale de Venise par l'octroi du grand prix à Robert Rauschenberg, quelques jours seulement avant l'ouverture de cette exposition au MAMVP, ce qui en amoindrit l'impact médiatique.
En octobre 1965, Gassiot-Talabot présente à la galerie Creuze l'exposition éponyme « La Figuration narrative dans l'art contemporain » où est exposé le polyptyque Vivre et laisser mourir ou la fin tragique de Marcel Duchamp d'Arroyo, Aillaud et Recalcati, acquis en 2013 par le musée national centre d'art Reina Sofía de Madrid, qui constitue le manifeste de ce mouvement. L'année suivante, l'exposition « Bande dessinée et figuration narrative » est montrée au musée des arts décoratifs de Paris.

## Œuvres collectives
Le mouvement préconisa également la réalisation d'œuvres collectives, notamment sous la forme de polyptyques, utilisés à partir de 1963 par Arroyo avec Les Quatre dictateurs ou par Télémaque avec My Darling Clementine. La première de ces œuvres collectives, intitulée Une passion dans le désert (MAMVP), réalisée en 1965 par Arroyo, Aillaud et Recalcati, est une série de treize toiles inspirée d'une nouvelle de Balzac, qui relate les amours tragiques d'un soldat de Bonaparte avec une panthère en Égypte et où chaque artiste avait la liberté de modifier à sa guise le travail des deux autres, afin d'abolir la « facture personnelle », considérée comme base de l'idéologie bourgeoise de l'art, au profit de l'anonymat, conséquence du travail collectif.
Le polyptyque Vivre et laisser mourir ou la Fin tragique de Marcel Duchamp, 1965 (musée national centre d'art Reina Sofía), introduit par une copie de son fameux tableau Nu descendant un escalier et véritable manifeste des intentions picturales du mouvement, fut réalisé par les mêmes artistes avec la collaboration de Gérard Fromanger, mais aussi celle de Francis Biras et Fabio Rieti pour la reproduction des trois œuvres de Marcel Duchamp qu'il comporte. Une séquence de huit tableaux représente l'assassinat de Duchamp par les trois principaux peintres du polyptyque, en s'attaquant ainsi à l'art conceptuel prôné par cette figure emblématique de l'avant-garde, symbole des falsifications intellectuelles de la culture bourgeoise qui « anesthésie les énergies vitales et fait vivre dans l'illusion de l'autonomie de l'art et de la liberté de création », tout autant qu'aux formes d'art qui s'en réclamaient alors et qu'ils estimaient dévoyées, comme le pop art et le nouveau réalisme. Ainsi, dans la 8e et dernière toile, on voit les défenseurs américain comme européen de ces deux mouvements, Andy Warhol et Pierre Restany, soutenir l'arrière du cercueil de Duchamp recouvert d'un drapeau américain, en étant précédés par Arman, Claes Oldenburg et Martial Raysse et conduits par Robert Rauschenberg. La série divisa les 68 artistes invités à l'exposition « La Figuration narrative dans l'art contemporain » de la galerie Creuze, où elle était présentée, en suscitant une pétition hostile menée par le groupe surréaliste à laquelle se joignirent Télémaque et Voss. En 1966, Gerhard Richter, tenant également du retour à la figuration, s'opposa lui aussi à l'influence de Duchamp, en évoquant la même œuvre de celui-ci dans sa toile Ema, Akt auf einer Treppe (Ema, nu sur un escalier, Cologne, musée Ludwig), manifeste de sa technique du flou dans la figuration initiée en 1963 (Hirsch).
D'autres artistes, Henri Cueco, Lucien Fleury, Gilt, Jean-Claude Latil, Michel Parré et Gérard Tisserand se sont regroupés dans la coopérative des Malassis de 1970 à 1977. L'une des œuvres les plus importantes de ce groupe est Le Grand Méchoui ou douze ans d'histoire de France, 1972 (musée des beaux-arts de Dole) composée de 50 toiles brocardant l'action du gouvernement et qui fit scandale par l'action collective de son décrochage, lors du vernissage de l'exposition voulue par le président de la République au Grand Palais, dite « Expo Pompidou ».
En 1977, l'exposition « Mythologies quotidiennes 2 » fut présentée au musée d'art moderne de la ville de Paris.

## Mai 1968
Certains artistes du mouvement, regroupés en particulier au Salon de la jeune peinture au début des années 1960, ont tenu un discours militant marqué à l'extrême gauche donnant à leur art un objectif de transformation sociale. Rancillac, Arroyo, Aillaud, Fromanger et Cueco ont ainsi participé à L'Atelier populaire des Beaux-Arts de Paris qui produisit un très grand nombre des affiches de Mai 68. La fameuse affiche Nous sommes tous des Juifs et des Allemands représentant Daniel Cohn-Bendit serait de Rancillac, auquel s’intéressa Pierre Bourdieu. Le péruvien Herman Braun, bien que familier d'Arroyo, Aillaud et Fromanger, choisit quant à lui de se positionner comme témoin de son époque en réalisant un triptyque figurant des scènes d'émeutes, intitulé Liberté? Égalité? Fraternité?.
Les philosophes Michel Foucault et Gilles Deleuze commenteront également les œuvres de Gérard Fromanger, tandis que Jacques Derrida analysera celles de Valerio Adami, Louis Althusser celles de Leonardo Cremonini, Paul Virilio celles de Peter Klasen et Jean-François Lyotard celles de Jacques Monory. Les philosophes Claude Lévi-Strauss, Jacques Lacan, Michel Foucault, Roland Barthes et Louis Althusser sont représentés dans le tableau La Datcha (musée national d'art moderne, Paris), réalisé conjointement en 1969 par Gilles Aillaud, Eduardo Arroyo, Francis Biras, Fabio Rieti et Lucio Fanti.

## La cote
Après un premier frémissement en 2002, où Le Prince de Hombourg (1965) de Gérard Fromanger obtient 61 000 euros, la figuration narrative est redécouverte à partir de 2006 avec la vente du tableau One of 36 000 Marines (1965) d'Hervé Télémaque, qui réalise son plus haut prix en atteignant 292 000 euros. Une toile de Peter Saul de 1963, Ice Box est vendue chez Christie's New York pour 383 000 dollars (sans les frais). En 2007, Comicscape (1971) d'Erró atteint 838 000 euros chez Christie's. Mélodie sous les palmes de 1965, par Bernard Rancillac est vendue en 2012 pour 291 000 euros.
Une grande rétrospective s'est en effet tenue en 2006 aux musées des beaux-arts d'Orléans et de Dole, intitulée « La figuration narrative dans les collections publiques », puis une seconde en 2008 au Grand Palais à Paris, reprise à l'Institut valencien d'art moderne de Valence.

## Principaux musées exposant des œuvres de la figuration narrative
- Genève, Fondation Gandur pour l'art[21]
- La Seyne-sur-Mer, Villa Tamaris
- Madrid, musée national centre d'art Reina Sofía
- Nice, musée d'art moderne et d'art contemporain
- Paris :
  - musée d'Art moderne de Paris
  - musée national d'art moderne
- Valence, Institut valencien d'art moderne

## Peintres de la figuration narrative
- Valerio Adami (né en 1935)
- Gilles Aillaud (1928-2005)
- Eduardo Arroyo (1937-2018)
- Christian Babou (1946-2005)
- Gianni Bertini (1922-2010)
- Sergio Birga (1941-2021)
- Atila Biro (1931-1987)
- Michel Bonnaud (1934-2008)
- Christian Bouillé (1948-2005)
- Frédéric Brandon (né en 1943)
- Herman Braun-Vega (1933-2019)[22]
- Henri Cueco (1929-2017)
- Pierre Dessons (1936-2022)
- Gian Paolo Dulbecco (né en 1941)
- Equipo Crónica (collectif, 1964-1981) : 
  - Juan Antonio Toledo (1940-1995)
  - Rafael Solbes (1940-1981)
  - Manolo Valdés (né en 1942)
- Erró (Gudmundur Gudmundsson, dit - né en 1932)
- Öyvind Fahlström (1928-1976)
- Guy Feinstein (1929-2008)
- Lucien Fleury (1928-2004)
- Gérard Fromanger (1939-2021)
- Giánnis Gaḯtis (1923-1984)
- Juan Genovés (1930-2020)[23]
- Gérard Guyomard (né en 1936)
- Alain Jacquet (1939-2008)
- François Jousselin (1926-2009)
- Peter Klasen (né en 1935)
- Carlo Maiolini (né en 1940)
- Jean-Marie Martin (1922-2012)
- Ivan Messac (né en 1948)[24]
- Jacques Monory (1924-2018)
- Bernard Morteyrol (né en 1942)
- Edgard Naccache (1917-2006)
- Charles Pascarel (né en 1936)
- Alain Pedrono (1951-1999)[25]
- Emanuel Proweller (1918-1981)
- Bernard Rancillac (1931-2021)
- Antonio Recalcati (né en 1938)
- Peter Saul (né en 1934)
- Gérard Schlosser (1931-2022)
- Antonio Segui (1934-2022)
- Peter Stämpfli (né en 1937)
- Hervé Télémaque (1937-2022)
- Michel Tyszblat (1936-2013)
- Cybèle Varela (née en 1943)
- Vladimir Veličković (1935-2019)
- Jan Voss (né en 1936)
- Hugh Weiss (1925-2007)